# Uruguaiana
Uruguaiana é um município brasileiro situado na extremidade ocidental do estado do Rio Grande do Sul, junto à fronteira fluvial com a Argentina e Uruguai, a uma altitude de 66 metros acima do nível do mar. A cidade tem grande importância estratégica comercial internacional, tendo em vista que está localizada equidistante de Porto Alegre, Montevidéu, Buenos Aires e Assunção; bem como devido à importância na produção agropecuária nacional, ostentando a liderança na produção de arroz. É o terceiro maior município gaúcho e também da Região Sul em área com mais de 5.700 quilômetros quadrados.

## História

### Ocupação ameríndia e missões jesuítas
Toda a região do pampa gaúcho, na qual está contido o atual município, era ocupada, até o século XVI, predominantemente pelos indígenas charruas.
Dentro do contexto das missões jesuíticas na América, em 1657 foi criada a Estância Santiago (localizada no atual distrito de São Marcos) como parte do grande complexo da Redução de Japeju (Yapeyú), fundada em 1626 e situada do outro lado do rio Uruguai. Até a dissolução das missões, outros postos de gado foram erguidos na região de Uruguaiana para servir à Redução de Japeju, com algumas ruínas existindo até hoje. Posteriormente, a região passou a fazer parte do Reino de Portugal que, a partir de 1814, começa a distribuir sesmarias na região, e muitos desses novos proprietários utilizaram as antigas instalações das estâncias jesuítas.

### Fundação e emancipação
No início do século XIX, a 30 quilômetros de Uruguaiana, existia uma localidade chamada Capela de Santana, onde funcionavam um posto fiscal e um acampamento militar e onde existiam alguns ranchos com moradores. No local, as tropas e os comerciantes costumavam atravessar o rio Uruguai. No ano de 1840, o povoado foi destruído por uma violenta inundação.
Por causa da inundação e procurando um local melhor para estabelecer-se, em 24 de fevereiro de 1843 a povoação foi restabelecida e refundada pelo governo farrapo no seu local atual. É a única cidade originada do movimento farroupilha. Sua emancipação ocorreu mais tarde, em 29 de maio de 1846, quando se desvinculou do município de Alegrete, ao qual anteriormente pertencia. Perto de sua emancipação, alguns viajantes da época relatam ter encontrado, no local, não uma cidade brasileira, mas sim uma hispano-francesa em suas relações de vida e comércio, apoiadas naquele tempo mais em Buenos Aires e Montevidéu do que Porto Alegre.
Ao emancipar-se e desenvolver-se, do outro lado da costa do rio Uruguai também se emancipou Paso de los Libres, município localizado na província de Corrientes, na Argentina.

### Brasão
As duas espadas de ouro situadas no primeiro quadrado do brasão da cidade simbolizam a criação da cidade na época da Guerra Farroupilha. Seguindo, os medalhões significam a rendição na cidade. No terceiro, há uma corrente partida, significando a libertação dos escravos, 4 anos antes da Lei Áurea. E, enfim, três ondas de prata, em homenagem ao Rio da Prata.

### Escravidão
Uruguaiana, como demonstrado no seu brasão, orgulha-se de ter sido a primeira cidade do Brasil a libertar seus escravos. Em 31 de dezembro de 1882, antecipando-se à proclamação da Lei Áurea (ano de 1888), efetuou a abolição da escravidão no território municipal, conforme Ata da Sessão Extraordinária Comemorativa da Redenção dos Escravos da Cidade e Município de Uruguaiana.

### Conflitos

#### Guerra do Paraguai

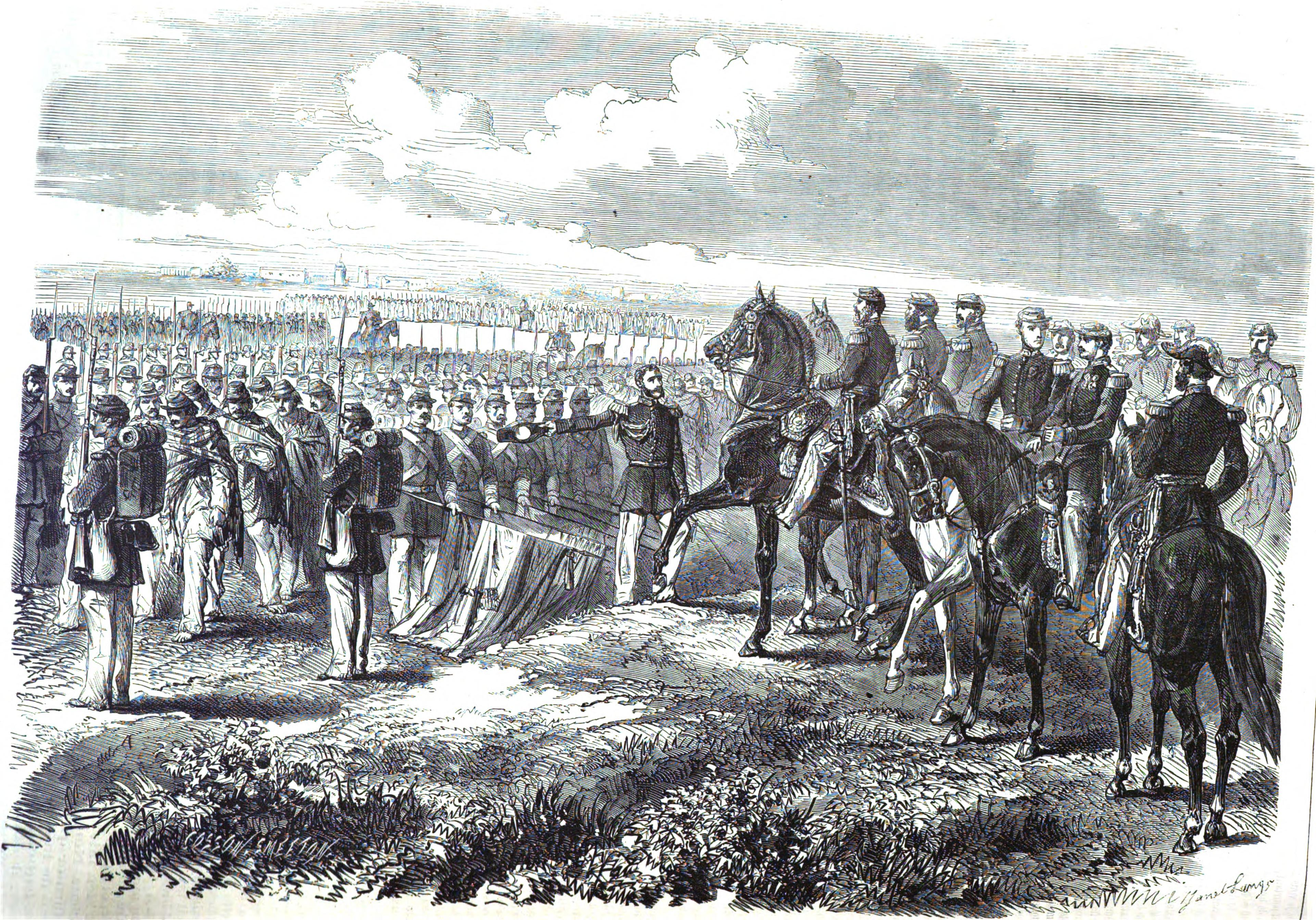
Capitulação dos paraguaios em Uruguaiana (P. Blanchard, L'Illustration, 1866).

Entretanto, como Uruguaiana é uma cidade encravada entre solos argentino e uruguaio, não foi tão fácil estabelecer as fronteiras do Brasil, tampouco manter-se a cidade sobre eterna paz. A cidade foi invadida em 5 de agosto de 1865 por tropas paraguaias sob ordens do ditador Francisco Solano Lopes, que ordenou a invasão dos estados do Rio Grande do Sul e Mato Grosso, em represália à intervenção militar brasileira no Uruguai. Era o início da Guerra do Paraguai, envolvendo tropas brasileiras, argentinas, uruguaias e paraguaias, tornando Uruguaiana eixo e palco de uma das batalhas mais importantes do conflito.
O desfecho ocorreu em 18 de setembro, com a rendição dos paraguaios, após 44 dias do sítio da cidade pelas forças da Tríplice Aliança. Na época a cidade contava com cerca de 2 500 habitantes. Após a invasão e rendição dos paraguaios, a cidade encontrou a maioria das residências e demais estabelecimentos destruídos, porém, aos poucos, a cidade foi se recuperando e, em 1900, a cidade já possuía cerca de 23 194 habitantes.

### Desenvolvimento

Uruguaiana, s.d. Arquivo Nacional.

Pelos anos de 1890 a 1900, a cidade era um ícone importante no comércio riograndense, sendo que, através de seus portos, circulavam materiais provindos da Europa. Os produtos vinham de Caseros e subiam o rio Uruguai via barcos, gerando um comércio alternativo ao de Porto Alegre.
Em 1892, a cidade aprovou sua primeira lei orgânica, sob o regime dos republicanos e, em 1896, foi nomeado o coronel Gabriel Rodrigues Portugal como seu primeiro intendente (prefeito).

### História recente
Por ter sofrido várias incursões militares, se tornou uma importante peça no cenário militar da América Latina. É importante rota de cargas e tem bastante atividade turística. Atualmente, ostenta o título de maior porto seco da América Latina e terceiro maior do mundo.

## Geografia
Uruguaiana é a maior cidade da região oeste do estado em população, e o terceiro maior município do estado em área territorial, atrás apenas de Alegrete e de Santana do Livramento, com uma área de 5 713 km²(pouco menor que a ilha de Chipre). A zona urbana do município ocupa uma área total de 45,3 km² e está dividida em 26 bairros. Sua população recenseada em 2022 era de 117.210.
Localizado no extremo Oeste do Estado do Rio Grande do Sul, a 29º 46' 55" de latitude Sul e 57º 02' 18" de longitude Oeste, na fronteira com a Argentina, com área urbana de 45,3 Km2, com 270 km de ruas.
Uruguaiana faz fronteira com a República Argentina e é muito próxima do Paraguai e do Uruguai, tendo as capitais Buenos Aires, Montevidéu, Assunção e Porto Alegre equidistantes, sendo ponto estratégico militar e econômico para o Mercosul.
A área urbana de Uruguaiana é ligada à cidade argentina "Paso de los Libres".
O limite se encontra exatamente no meio da Ponte Internacional, que possui dois nomes - "Getúlio Vargas" na metade brasileira e "Agustín Justo" na metade argentina.
Até meados dos anos 1990, Uruguaiana fazia fronteira com a cidade uruguaia de Bella Unión, através do distrito da Barra do Quaraí. Com a emancipação do distrito, em 1995, findou-se essa característica uruguaianense. Ainda assim, o município faz divisa com terras da República Oriental do Uruguai ao sul, sendo um dos poucos municípios brasileiros com tríplice fronteira.

### Demografia
Estima-se que haja, no município, 25 083 economias prediais e 6 044 terrenos não ocupados, com 25 habitantes por hectare.

### Clima
| Maiores acumulados de precipitação em 24 horas registrados em Uruguaiana por meses (INMET) | Maiores acumulados de precipitação em 24 horas registrados em Uruguaiana por meses (INMET) | Maiores acumulados de precipitação em 24 horas registrados em Uruguaiana por meses (INMET) | Maiores acumulados de precipitação em 24 horas registrados em Uruguaiana por meses (INMET) | Maiores acumulados de precipitação em 24 horas registrados em Uruguaiana por meses (INMET) | Maiores acumulados de precipitação em 24 horas registrados em Uruguaiana por meses (INMET) |
| Mês                                                                                        | Acumulado                                                                                  | Data                                                                                       | Mês                                                                                        | Acumulado                                                                                  | Data                                                                                       |
| ------------------------------------------------------------------------------------------ | ------------------------------------------------------------------------------------------ | ------------------------------------------------------------------------------------------ | ------------------------------------------------------------------------------------------ | ------------------------------------------------------------------------------------------ | ------------------------------------------------------------------------------------------ |
| Janeiro                                                                                    | 189,2 mm                                                                                   | 10/01/2019                                                                                 | Julho                                                                                      | 106,5 mm                                                                                   | 28/07/1960                                                                                 |
| Fevereiro                                                                                  | 154,3 mm                                                                                   | 24/02/1983                                                                                 | Agosto                                                                                     | 130,8 mm                                                                                   | 13/08/1971                                                                                 |
| Março                                                                                      | 135,4 mm                                                                                   | 19/03/2002                                                                                 | Setembro                                                                                   | 125,9 mm                                                                                   | 30/09/1953                                                                                 |
| Abril                                                                                      | 199,5 mm                                                                                   | 15/04/1959                                                                                 | Outubro                                                                                    | 165 mm                                                                                     | 24/10/1934                                                                                 |
| Maio                                                                                       | 162,3 mm                                                                                   | 28/05/1967                                                                                 | Novembro                                                                                   | 140,6 mm                                                                                   | 03/11/1982                                                                                 |
| Junho                                                                                      | 183,2 mm                                                                                   | 05/06/1992                                                                                 | Dezembro                                                                                   | 132,7 mm                                                                                   | 21/12/2014                                                                                 |
| Período: 1931-presente                                                                     |                                                                                            |                                                                                            |                                                                                            |                                                                                            |                                                                                            |

Uruguaiana possui a maior amplitude térmica do país, por isso as estações do ano são bem distintas, com verão quente, um pouco amenizado pelo efeito das águas do Rio Uruguai. No outono é temperado, com ocorrência de queda de folhas, mas também é nesse período que acontece o "veranico", época de calor comparado ao verão entre os meses de abril e maio. O inverno é frio, com temperaturas negativas nas partes mais altas do município, com ocorrência de geada e nevoeiro. A primavera é o início da floração. A partir do mês de outubro o calor começa novamente, com a proximidade do verão.
Segundo dados do Instituto Nacional de Meteorologia (INMET), desde 1931 a menor temperatura registrada em Uruguaiana foi de −3,3 °C em 8 de junho de 2012. Desde 27 de fevereiro de 2022, quando a máxima atingiu 42,9 °C, o município detém o recorde de maior temperatura do estado do Rio Grande do Sul, superando os 42,6 °C nos dias 19 de janeiro de 1917 e 1º de janeiro de 1943 registrados, respectivamente, em Alegrete e Jaguarão, sendo que, no município, o recorde anterior era de 42,2 °C em 27 de janeiro de 1986.
O maior acumulado de precipitação em 24 horas atingiu 199,5 mm em 15 de abril de 1959. Outros acumulados iguais ou superiores a 150 mm foram: 189,2 mm em 10 de janeiro de 2019, 183,2 mm em 5 de junho de 1992, 165 mm em 24 de outubro de 1934, 164 mm em 13 de outubro de 1997, 162,3 mm em 28 de maio de 1967, 157,3 mm em 12 de abril de 1992, 154,3 mm em 24 de fevereiro de 1983, 152,6 mm em 27 de janeiro de 1998 e 151,1 mm em 5 de maio de 1983. Desde 1961, janeiro de 2019 foi o mês de maior precipitação, com 685,4 mm.
| Dados climatológicos para Uruguaiana                                                                 | Dados climatológicos para Uruguaiana | Dados climatológicos para Uruguaiana | Dados climatológicos para Uruguaiana | Dados climatológicos para Uruguaiana | Dados climatológicos para Uruguaiana | Dados climatológicos para Uruguaiana | Dados climatológicos para Uruguaiana | Dados climatológicos para Uruguaiana | Dados climatológicos para Uruguaiana | Dados climatológicos para Uruguaiana | Dados climatológicos para Uruguaiana | Dados climatológicos para Uruguaiana | Dados climatológicos para Uruguaiana |
| Mês                                                                                                  | Jan                                  | Fev                                  | Mar                                  | Abr                                  | Mai                                  | Jun                                  | Jul                                  | Ago                                  | Set                                  | Out                                  | Nov                                  | Dez                                  | Ano                                  |
| --- | ------------------------------------ | ------------------------------------ | ------------------------------------ | ------------------------------------ | ------------------------------------ | ------------------------------------ | ------------------------------------ | ------------------------------------ | ------------------------------------ | ------------------------------------ | ------------------------------------ | ------------------------------------ | ------------------------------------ |
| Temperatura máxima recorde (°C)                                                                      | 42,2                                 | 42,9                                 | 39,7                                 | 36,2                                 | 34,3                                 | 32                                   | 31,4                                 | 35,8                                 | 36,7                                 | 38                                   | 39,8                                 | 41,6                                 | 42,9                                 |
| Temperatura máxima média (°C)                                                                        | 32,1                                 | 30,8                                 | 29,2                                 | 25,7                                 | 21,7                                 | 19,2                                 | 19                                   | 21,7                                 | 22,9                                 | 25,5                                 | 28,4                                 | 30,9                                 | 25,6                                 |
| Temperatura média compensada (°C)                                                                    | 25,8                                 | 24,7                                 | 23                                   | 19,6                                 | 15,9                                 | 13,5                                 | 12,9                                 | 14,9                                 | 16,7                                 | 19,7                                 | 22,3                                 | 24,6                                 | 19,5                                 |
| Temperatura mínima média (°C)                                                                        | 19,8                                 | 19,3                                 | 17,7                                 | 14,7                                 | 11,4                                 | 9,2                                  | 8,4                                  | 9,7                                  | 11,5                                 | 14,5                                 | 16,6                                 | 18,7                                 | 14,3                                 |
| Temperatura mínima recorde (°C)                                                                      | 10,6                                 | 8,1                                  | 5,1                                  | 2,8                                  | −1                                   | −3,3                                 | −3,2                                 | −1,8                                 | 0                                    | 2,5                                  | 4,8                                  | 7,6                                  | −3,3                                 |
| Precipitação (mm)                                                                                    | 129,6                                | 152,9                                | 158,5                                | 161,7                                | 118,3                                | 85,7                                 | 65,2                                 | 62,6                                 | 86,6                                 | 180,8                                | 122,1                                | 157,6                                | 1 481,6                              |
| Umidade relativa compensada (%)                                                                      | 66,4                                 | 70,5                                 | 72,3                                 | 75,7                                 | 78,9                                 | 80                                   | 78                                   | 73,7                                 | 72,1                                 | 72,4                                 | 66,9                                 | 66,6                                 | 72,8                                 |
| Insolação (h)                                                                                        | 258,9                                | 203,3                                | 213,8                                | 174,2                                | 156,8                                | 125,1                                | 156,2                                | 170,8                                | 175,8                                | 198,8                                | 245,2                                | 249,9                                | 2 328,8                              |
| Fonte: INMET (normal climatológica de 1991-2020; período dos recordes de temperatura: 1931-presente) |                                      |                                      |                                      |                                      |                                      |                                      |                                      |                                      |                                      |                                      |                                      |                                      |                                      |

## Economia
Na economia uruguaianense, destacam-se a cultura de arroz (por ser o maior produtor da América Latina do grão), gado bovino de raças nobres europeias, gado ovino de corte e lã, gado bubalino de corte (município líder no estado); e o comércio exterior, este último devido à vasta infraestrutura portuária do maior porto seco da América Latina, situado na BR-290 (rodovia que liga Uruguaiana a Alegrete e, mais adiante, Porto Alegre).
Para se ter ideia, em 2006, passaram, pelo local, US$ 6,5 bilhões entre exportações e importações, transitando, por ali, 243 411 caminhões (média diária de 667 veículos).
Devido a tal movimento de cargas internacionais, Uruguaiana tem o maior porto seco da América Latina.

### Setor secundário
A cidade orgulha-se de ser a pioneira no refino de petróleo no Brasil, pois, em 1932, foi construída a Refinaria Riograndense de Petróleo, idealizada e formada por comerciantes locais, impulsionou Uruguaiana a notoriedade internacional, devido a importância econômica, militar e social que esta refinaria representava na época.
Esta refinaria tornou-se o berço do atual gigante Grupo Ipiranga, que está espalhado por quase todas as cidades brasileiras, especialmente as das regiões Sul e Sudeste do Brasil.
O gás natural (gasoduto) proveniente da Argentina, o qual é uma fonte energética "limpa", sem desperdício e com alto rendimento permite a Uruguaiana gerar 639 MW, através da denominada AES Uruguaiana, primeira usina termelétrica a operar com gás natural no Brasil, que iniciou suas atividades no ano de 2000.

## Infraestrutura
Ao contrário da maioria das outras cidades, que iniciaram como uma aldeia ou sede de um clã e que, depois, cresceram lentamente e de maneira disforme, Uruguaiana teve sua área urbana projetada e sua localização estrategicamente escolhida, isto no século XIX, sendo que as fronteiras precisavam de vigilância constante e que demonstrassem uma imponência cultural perante aos países vizinhos.
Por esse motivo, todas as quadras das zonas centrais uruguaianenses possuem 110 metros de lado, e todas as outras medidas são padronizadas, sob uma planície estupenda, a beira do rio Uruguai. Também graças a esse planejamento, calçadas e ruas uruguaianenses são amplas e espaçosas, tornando-se um diferencial de Uruguaiana em comparação às outras cidades brasileiras.
Em consequência de tudo isso, a trafegabilidade em Uruguaiana é bastante simplificada, sendo raro encontrar no interior da área urbana ruas sem saída ou de formato não retilíneo, congestionamentos, sendo que as opções de se trafegar pela cidade são esparsas.

Uruguaiana foi a primeira cidade brasileira com essa característica de planejamento.

### Educação
Uruguaiana, ao longo do tempo, tornou-se referência em educação no Estado. A cidade é sede da 10ª Coordenadoria Regional de Educação a qual representa a Secretaria Estadual de Educação do Rio Grande do Sul na região. Em 2000, os alunos da cidade tiveram uma taxa bruta de frequência à escola de 79,63 por cento, sendo que em 2004 828 alunos do ensino público ocupavam transporte escolar (gasto que chegou a R$ 62.928,00). Os gastos com merenda escolar em 2004 chegaram a R$ 637.808,40. Em 2005, a cidade alcançou o coeficiente 0,0045223242 na avaliação do Fundo de Manutenção e Desenvolvimento da Educação Básica sobre os alunos de 1ª a 8ª série.
A rede de ensino em Uruguaiana é composta por quatro tipos de classificação, sendo municipais, estaduais, federais e privadas:
A rede municipal conta com 7 creches, 27 escolas, sendo 10 urbanas e 17 rurais; contando, ao todo, 6 707 alunos (6 222 urbanos e 485 rurais), os quais estão sob a docência de 567 professores.
A rede estadual conta com 33 escolas, 20 457 alunos e 1 064 professores.
A rede federal é composta por um Campus Avançado do Instituto Federal de Ciências, Ensino e Tecnologia Farroupilha (IFFar), que oferece Cursos Técnicos nas modalidades de ensino Integrado ao Ensino Médio (Administração e Informática), Concomitante e Subsequente (Manutenção e Hardware, Marketing e Informática), além de um amplo Campus da Universidade Federal do Pampa (UNIPAMPA), especializado em Cursos Superiores na área da Saúde, além de oferecer um conjunto de programas de pós-graduação.
Quanto à rede particular, existem 4 escolas, 3 056 alunos e 194 professores. Foi no campus da PUCRS, que atualmente já não opera na cidade, que, em 1956, foi criado o primeiro curso de zootecnia do Brasil, tornando a cidade importante para esta profissão.

### Saúde
Uruguaiana conta, ao total (em 2005), com 49 estabelecimentos de saúde, sendo 3 hospitais/estabelecimentos conveniados ao Sistema Único de Saúde, entre eles a Santa Casa de Caridade de Uruguaiana, existindo, no total, 176 leitos conveniados ao Sistema Único de Saúde e 26 postos de saúde espalhados pela cidade.
Ao nascer, o cidadão uruguaianense tem a expectativa de vida (2000) de 70,22 anos.

### Segurança e órgãos públicos
O município possui ao total seis delegacias de polícia, sendo duas delegacias de polícia para assuntos gerais, uma Delegacia de Furtos, Roubos, Extorsões e Capturas (DEFREC), uma Delegacia de Polícia de Pronto-Atendimento (DPPA), uma Delegacia de Proteção à Criança e ao Adolescente (DPCA) e uma Delegacia Policial para a Mulher (PPM).
A Brigada Militar possui, no município, o 1º Batalhão de Policiamento em Área de Fronteira, Brigada de Incêndio de Uruguaiana, entre outros.
A cidade está munida, também, de Guarda Municipal, Departamento de Polícia Rodoviária Federal, Delegacia da Receita Federal de Uruguaiana, Delegacia da Polícia Federal, Delegacia Federal de Agricultura e Escritório Regional do Instituto Brasileiro do Meio Ambiente e dos Recursos Naturais Renováveis.
Por ser uma região de fronteira muito próxima aos cinco principais países da América do Sul, as forças armadas brasileiras também estão presentes na cidade com o 8º Regimento de Cavalaria Mecanizada, 22º Grupo de Artilharia de Campanha Autopropulsado, Quartel General do Comando da 2ª Brigada da Cavalaria Mecanizada, 3ª Bateria de Artilharia Antiaérea, 2º Pelotão de Polícia do Exército, Esquadrão de Comando da 2ª Brigada de Cavalaria Mecanizada, Hospital da Guarnição de Uruguaiana, Delegacia Fluvial de Uruguaiana, entre outros.

### Poder judiciário e órgãos essenciais à justiça
Uruguaiana é sede de Comarca do Poder Judiciário gaúcho, com competência também sobre o Município da Barra do Quaraí. Além disso, há Promotorias de Justiça (sede do Ministério Público Estadual) e Unidade da Defensoria Pública do Estado do Rio Grande do Sul.
Como o mais importante e populoso Município da região, Uruguaiana sedia, também, Subseção da Justiça Federal, com competência a se expandir aos Municípios de Barra do Quaraí, Itaqui, Alegrete (Rio Grande do Sul) e Manoel Viana. Também há, em Uruguaiana, uma Procuradoria da República (sede do Ministério Público Federal) e unidade da Defensoria Pública da União, ambas com atribuições em relação a tais Municípios.
Uruguaiana possui, ademais, duas Varas da Justiça do Trabalho além de uma Procuradoria do Trabalho (sede do Ministério Público do Trabalho).
O Município é Sede de Seccional da Ordem dos Advogados do Brasil, possuindo órgãos da Advocacia Pública em todas as esferas: Advocacia-Geral da União (Procuradoria-Seccional da União, Procuradoria-Seccional Federal e Procuradoria-Seccional da Fazenda Nacional), Procuradoria do Estado do Rio Grande do Sul e, por fim, Procuradoria Municipal.

### Mídia
Assim como serviços televisionados de distribuição gratuita, Uruguaiana dispõe de serviços de televisionamento pago de TV por assinatura, através da operadora Claro TV, SKY e Oi TV, com inúmeros canais, bem como serviços de pay-per-view e demais serviços de telefonia e internet banda larga. Com este serviço e através destas operadoras, existem canais com programação de atividades e eventos locais, criando ao telespectador uruguaianense programações locais de entretenimento e educação. Uruguaiana também é sede da RBS TV Uruguaiana, afiliada da Rede Globo. Também é possível captar-se, livremente, canais de rádios e televisivas da cidade vizinha de Paso de los Libres, aumentando o número de estações na cidade.

### Transportes

#### Estradas
O Município de Uruguaiana possui plena ligação às malhas rodoviárias brasileira, argentina e uruguaia, sendo cortado por duas importantes rodovias federais, as BRs 290 e 472.
A BR-290 (Rodovia Oswaldo Aranha) se inicia na Ponte Internacional e liga a cidade até Alegrete, passando por Porto Alegre, onde se converte na denominada Free Way, e se encerra no Município de Osório, próximo ao litoral norte do estado, conectando-se à BR-101, a mais extensa rodovia brasileira. Por meio da BR-290, é possível a ligação com várias cidades importantes do estado, como Santa Maria, através do desvio à BR-158.
A estrada BR-472 liga a ponte da Barra do Quaraí (limite com o Uruguai) a Frederico Westphalen, ligando Uruguaiana a Municípios como São Borja e Itaqui. Através da rodovia, toma-se o caminho mais rápido até o centro de país e a cidades como Curitiba.
Cruza pelo Município, também, a rodovia estadual RS-377, que a liga até Quaraí, onde se inicia a BR-293, por meio da qual se chega a Santana do Livramento/ Rivera, Bagé e Pelotas, e, após, mediante interligação com outras rodovias, ao porto de Rio Grande e à Praia do Cassino.
Por fim, por meio das vizinhas cidades de Paso de los Libres (Argentina) e Barra do Quaraí/Bella Unión (Uruguai), é possível o acesso à malha rodoviária da Argentina e do Uruguai, com acesso, inclusive, às respectivas capitais, Buenos Aires e Montevidéu.

#### Ponte internacional
Em 21 de maio de 1947, foi inaugurada, pelos presidentes Eurico Gaspar Dutra, do Brasil, e Juan Domingo Perón, da Argentina, a Ponte Internacional Rodoferroviária Getúlio Vargas/Agustín P. Justo, sobre o rio Uruguai, ligando Uruguaiana à cidade argentina de Paso de los Libres, com ajuda, na parte brasileira, de militares e civis. Na época de sua construção, foi a maior obra de engenharia da América Latina. Hoje, a ponte é a porta de entrada e saída para a comercialização de produtos, tornando Uruguaiana o maior porto seco da América Latina e o terceiro maior do mundo.

#### Ferrovias
Uruguaiana também é servida por ferrovias importantes, todas elas com ligação com a ponte internacional rodoferroviária sobre o Rio Uruguai. Sob o comando da América Latina Logística, fortes investimentos foram realizados na última década. Esta operadora concluiu, nos últimos anos, o Terminal Modal de Uruguaiana, com operação Travel Lift, moderno equipamento de transbordo de contêineres e produtos siderúrgicos avaliado em torno de 1 400 000 reais e especialmente desenvolvido para o porto seco ferroviário de Uruguaiana.
Em Uruguaiana, existe o único terminal ferroviário da América Latina com as aduanas de Brasil e Argentina integradas. O terminal alavanca as exportações brasileiras com cargas que passam por ele e seguem para Argentina, Paraguai e Chile. Somente em 2006, o terminal movimentou 1 200 000 toneladas - cerca de 95 000 toneladas por mês.
Os trens de passageiros de longa distância da antiga Viação Férrea do Rio Grande do Sul, posteriormente encampada pela RFFSA, partiam do terminal ferroviário de Uruguaiana e realizavam diariamente a ligação do município com a capital gaúcha Porto Alegre. Esses trens realizaram suas últimas viagens entre Uruguaiana e Porto Alegre no dia 2 de fevereiro de 1996 e em seguida, foram desativados.

#### Aeroporto internacional

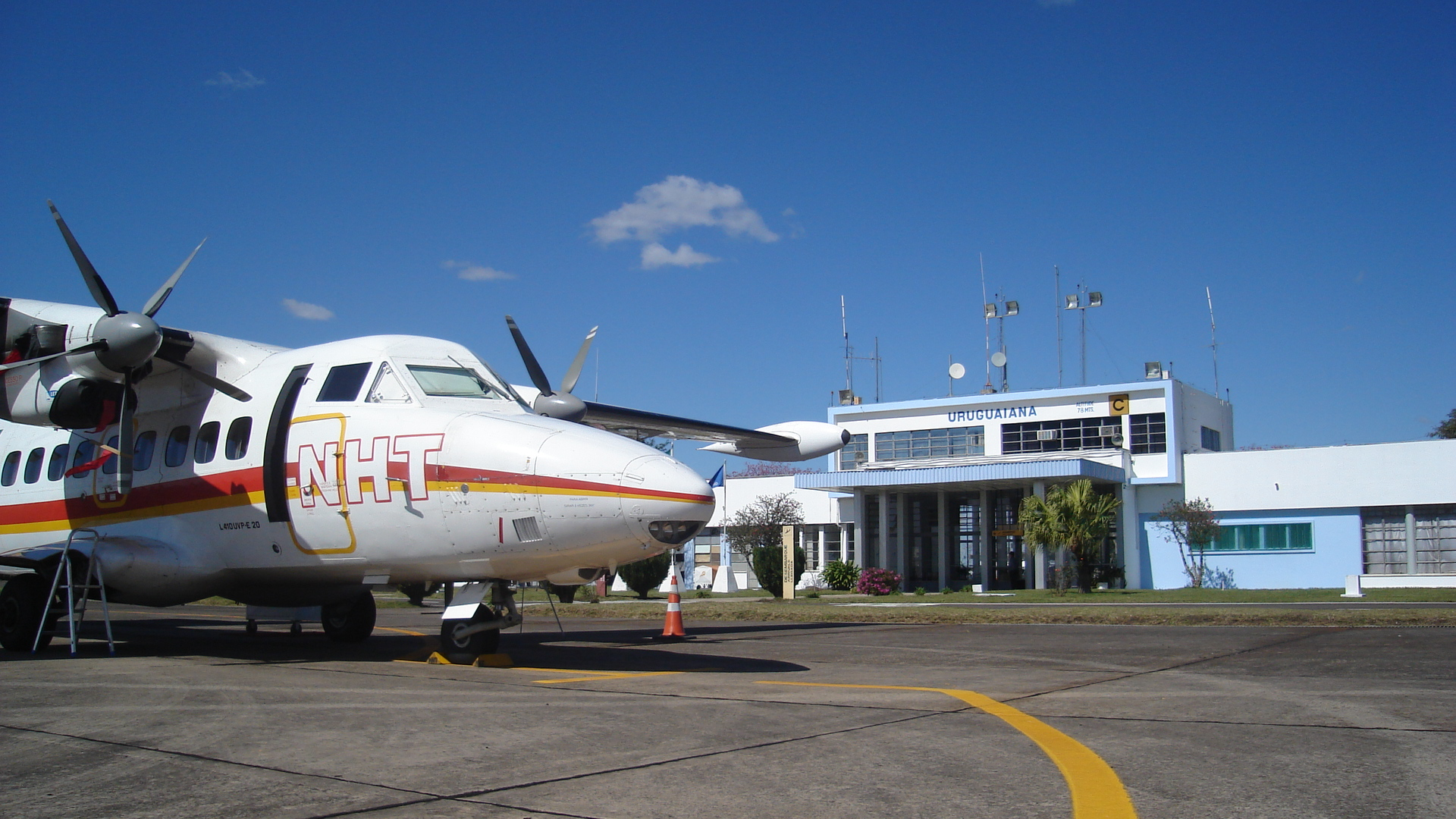
Aeroporto Internacional Rubem Berta

Em Uruguaiana, está localizado o Aeroporto Internacional Rubem Berta, a 9 km do centro da cidade.
Inaugurado em 1945, o aeroporto possui 1.500 metros de pista pavimentada e sinalizada, sob as coordenadas latitude: -29º 46' 53" S / longitude: -57º 2' 16" W, possuindo, além disso, um destacamento de controle aéreo, sob o comando do CINDACTA II.
Desde outubro de 2015, está em operação um voo comercial de passageiros diário à capital, Porto Alegre, pela empresa Azul Linhas Aéreas Brasileiras.

#### Hidrovias
Tem-se efetuado a navegação, por embarcações de pequeno porte, nos 210 km entre São Borja e Uruguaiana. Durante décadas seguidas, substanciais incentivos governamentais foram destinados à atividade agrícola, dando importante impulso à economia.

#### Transporte coletivo
A cidade de Uruguaiana conta com uma frota ônibus urbanos. A prefeitura comprou os primeiros ônibus articulados da cidade, porém estes não são adequados para circular no perímetro urbano. Ainda, após mais de 15 anos de irregularidades, a prefeitura lançou edital licitatório para concessão do serviço de transporte urbano, mas o mesmo foi condenado pelo tribunal de contas do estado  e posteriormente pela justiça estadual, frente a embargo de uma das empresas que prestam o serviço atualmente. A cidade conta com 11 linhas urbanas.

## Cultura

### Religião

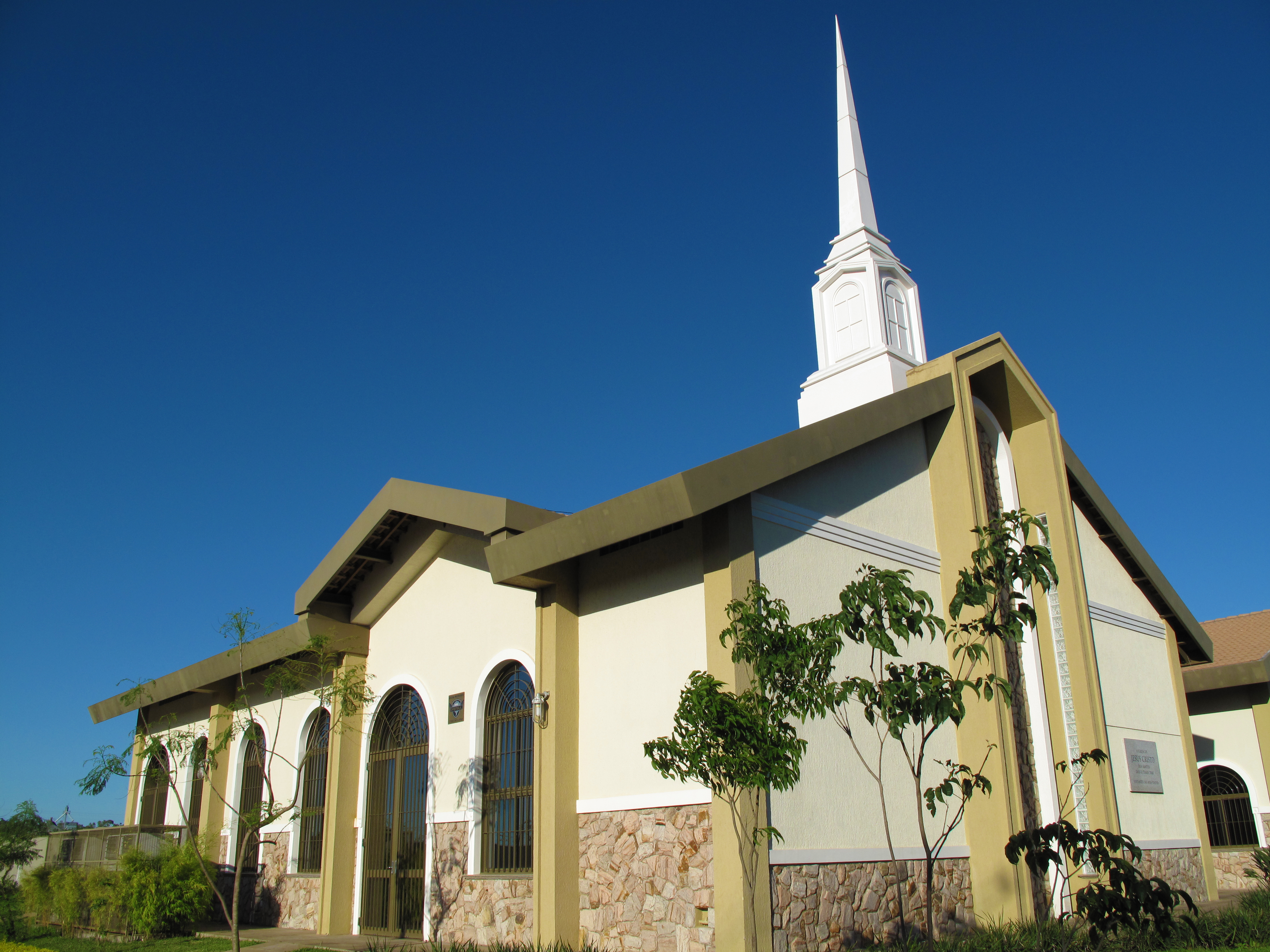
Uma capela de A Igreja de Jesus Cristo em Uruguaiana, um exemplo da diversidade de religiões que se encontram na cidade

Boa parte da população do município se declara católica. A cidade é sede da Diocese de Uruguaiana, localiza-se na cidade a Mitra Diocesana, responsável pela organização e administração da igreja nas cidades da diocese, além do bispado, a residência oficial do bispo. Uruguaiana possui quatro paróquias: A Catedral de Sant'Ana, em frente à Praça Barão do Rio Branco no centro, a Paróquia Nossa Senhora do Carmo, na Rua Vasco Alves em frente a Ponte Internacional, que possui estilo gótico, possui uma imagem da padroeira esculpida em Portugal pelo escultor José Ferreira Thedin e levada para Uruguaiana através do rio Uruguai, e a Paróquia São Miguel Arcanjo no bairro de mesmo nome, a Paróquia São João Batista em bairro também de mesmo nome.
Nas últimas décadas houve um considerável aumento do número de protestantes na cidade, principalmente do ramo pentecostal, destacando-se a Igreja do Evangelho Quadrangular, Igreja Assembleia de Deus, Igreja Batista, Igreja Pentecostal Deus É Amor entre outras.
Também pode-se citar que as religiões afro-brasileiras também tiveram aumento crescente na cidade onde todos os dias 2 de fevereiro de cada ano se realiza um culto a Iemanjá, e no dia 23 de abril uma procissão para São Jorge com participação da Brigada Militar que o tem como patrono.

### Carnaval
Uruguaiana tem um tradicional desfile de carnaval. Neste evento, na avenida Presidente Vargas, realiza-se o desfile das escolas de samba. Apelidado de "passarela do samba", no local é possível se encontrar celebridades de outros carnavais do país, entre eles Neguinho da Beija-Flor, Valéria Valenssa, Nana Gouvêa, Ana Paula Evangelista, Wantuir, Vander Pires, entre outros.
O carnaval tornou-se sucesso por acontecer fora de época, ocorrendo em março de cada ano, ao contrário de fevereiro, como ocorre nas demais cidades do país, entrando em conflito com a Igreja Católica, que prega, nesta época, o tempo de Quaresma, que deveria ser respeitado por toda a sociedade. O carnaval de Uruguaiana tem, como escolas mais tradicionais, a Unidos da Cova da Onça, a detentora da maior torcida; Os Rouxinóis, a maior vencedora e a escola mais antiga entre as da atualidade; e a Unidos da Ilha do Marduque, escola que representa o bairro Mascarenhas de Morais, um dos principais e mais populares bairros da cidade.

### Cavalo crioulo
Da união de dois veterinários, foi criado um celeiro genético por meio da matriz genética: Hornero, que impulsionou o cavalo crioulo diante do cenário internacional. Uruguaiana mantém fortes laços com esta raça de cavalo, sendo que exemplares desta bela raça podem ser vislumbrados no dia 20 de setembro, dia em que é recordada a revolução farroupilha, no Rio Grande do Sul, evento que lota a Avenida Presidente Vargas daquela cidade, com desfiles de tropas.